# Vaz de Lima
José Carlos Vaz de Lima (Fernandópolis, 1953) é um político brasileiro filiado ao Partido da Social Democracia Brasileira (PSDB).

## Biografia
Vaz de Lima é advogado e filiado ao PSDB desde 1989. Eleito deputado estadual de São Paulo por cinco mandatos (1994,1998, 2002, 2006 e 2014) e deputado federal em 2010. Em janeiro de 2009 assumiu o Governo do Estado de São Paulo, interinamente.
Vaz de Lima é também formado em filosofia e ministrou aulas desta matéria e história por 11 anos, na rede estadual de ensino de Bebedouro e São José do Rio Preto. Também foi diretor da Faculdade de Filosofia Ciências e Letras de Bebedouro.[carece de fontes?]
Por mais de três décadas foi pastor da Igreja Presbiteriana Independente. Atualmente é reverendo jubilado da IPI.
Foi um dos fundadores e presidente do Sindicato dos Fiscais de Renda do Estado de São Paulo – Sinafresp. Sua experiência no campo fiscal e tributário levou o parlamentar à presidência da Comissão de Finanças e Orçamento; Comissão de Ciência; Comissão de Cultura e Tecnologia na Alesp.
Assumiu a vice-presidência da Assembleia Legislativa do Estado de São Paulo no período de 1997 a 1999 e, posteriormente, foi presidente por dois mandatos. Também atuou como líder da bancada do PSDB e líder do governo.
Em 2010 elegeu-se deputado federal com 170.777 votos. Atuou como vice-líder da minoria no Congresso Nacional e vice-líder da bancada do PSDB. Também integrou as seguintes comissões: Finanças e Tributação, Fiscalização Financeira e Controle e Comissão Mista de Orçamento.